# Kastell Iža-Leányvár

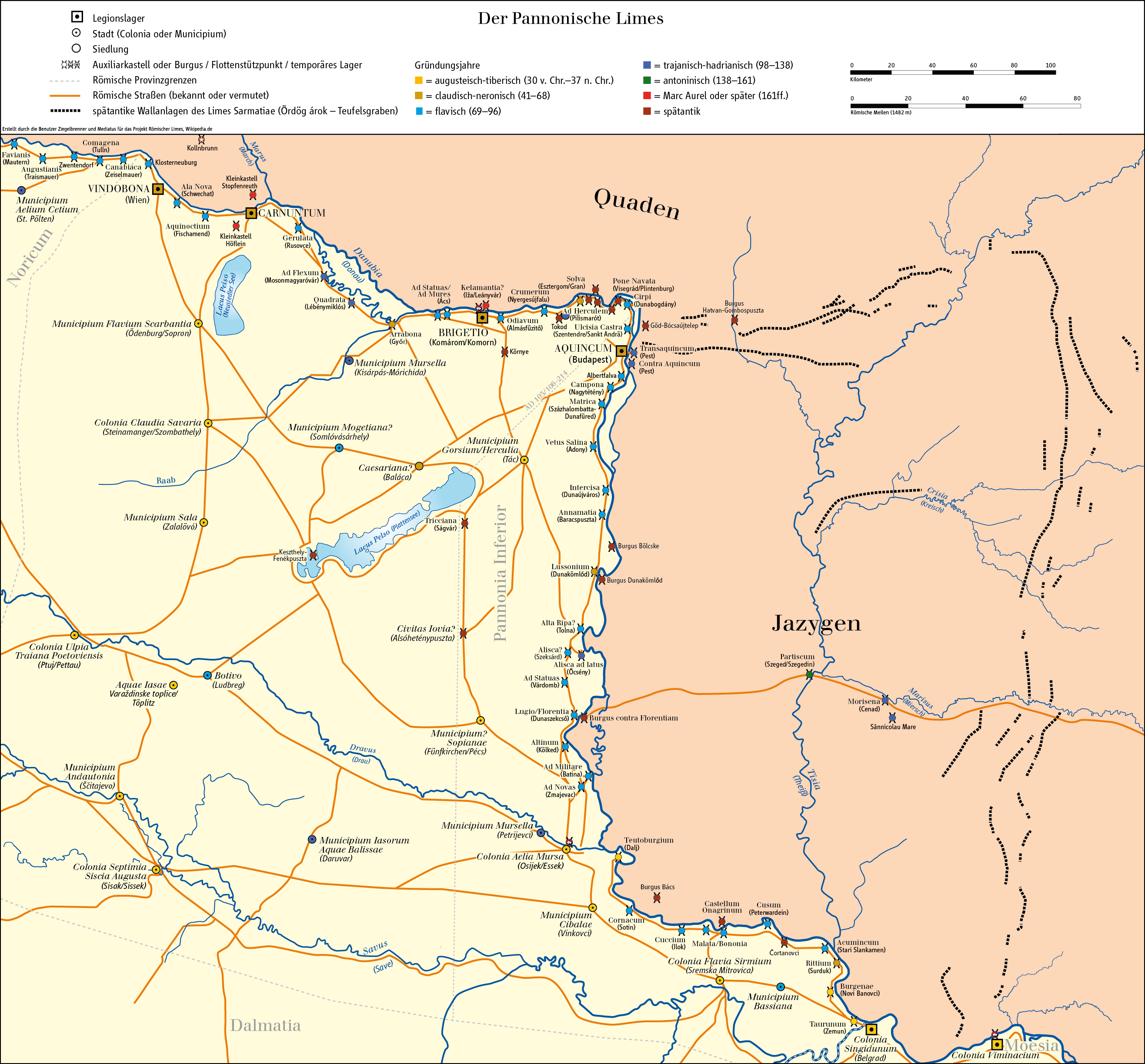
Die Lage des Kastells am oberpannonischen Donaulimes.

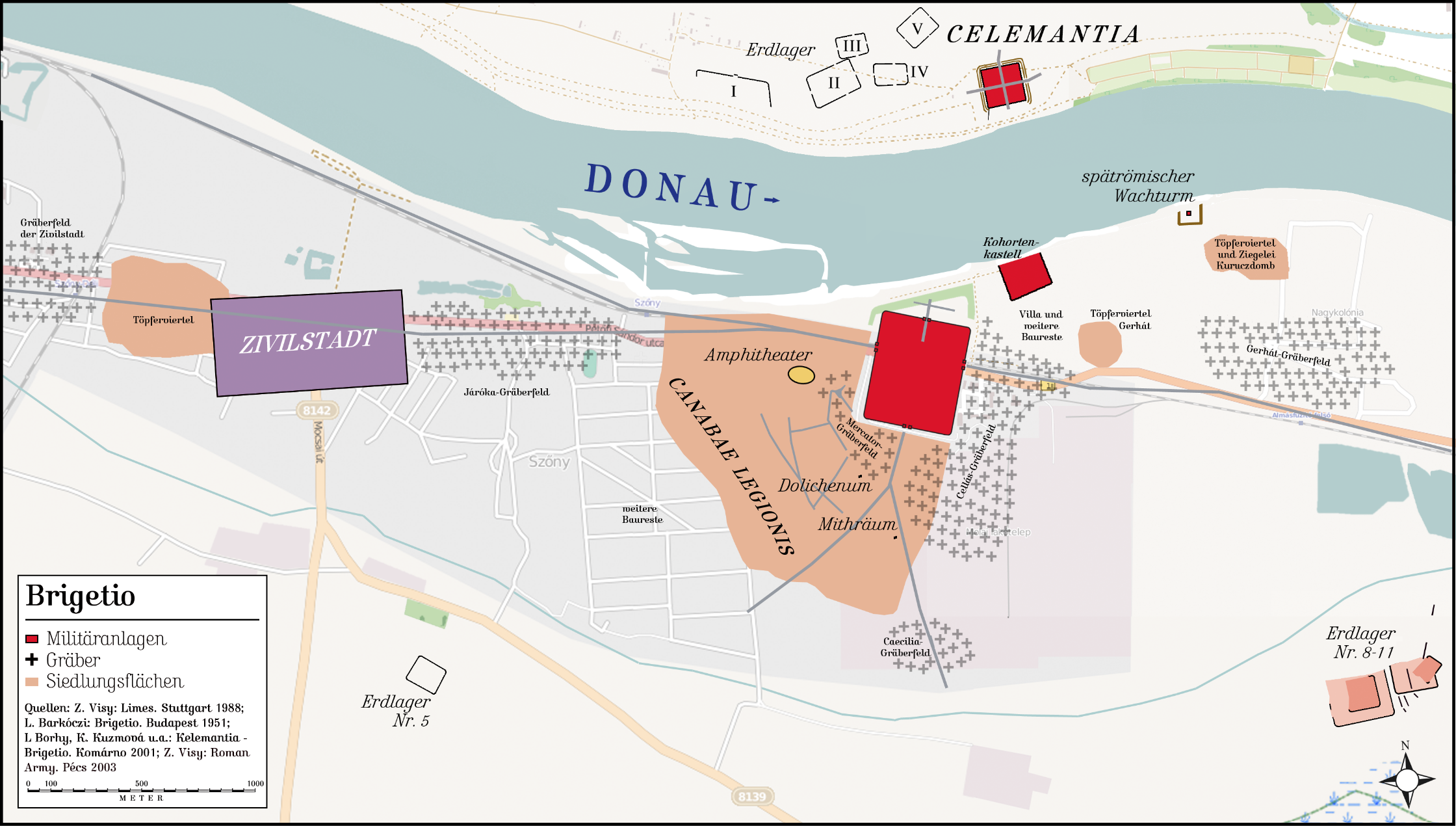
Lageplan der Militäranlagen und zivilen Strukturen von Brigetio und Iža-Leányvár.

Das Kastell Iža-Leányvár (lateinischer Name Celamantia beziehungsweise Kelamantia) war ein römisches Militärlager auf dem Staatsgebiet der heutigen Slowakei, Bezirk Nitriansky, Kreis Komarno. Es diente zur Absicherung eines wichtigen Flussüberganges und Brückenkopfes am Nordufer der Donau, letzterer lag direkt gegenüber dem Legionslager von Brigetio. Der Strom bildete dort in weiten Abschnitten die Grenze (Limes Pannonicus) der römischen Provinz Pannonia Superior zum sogenannten Barbaricum, sodass die Besatzung des Kastells auch Sicherungs- und Überwachungsaufgaben in diesem Abschnitt wahrnahm.
Das Kastell ist die größte bekannte römische militärische Niederlassung in der Slowakei. Seine der Öffentlichkeit zugänglichen Reste befinden sich auf den östlichen Gemarkungen des südslowakischen Dorfes Iža in unmittelbarer Nähe zum Donauufer. Mangels moderner Grabungen sind jedoch viele bauliche Befunde, die kurz nach der Wende zum 20. Jahrhundert ermittelt wurden, zeitlich nicht eindeutig zuzuordnen. Der Kastellort ist seit 2021 Bestandteil des zum UNESCO-Weltkulturerbe erhobenen Donaulimes.

## Name
Der Name Celamantia/Kelamantia findet sich erstmals im 2. Jahrhundert n. Chr. bei dem Geographen Claudius Ptolemäus im Rahmen seiner Beschreibungen der germanischen Gebiete außerhalb des römischen Imperiums, neben der Donau (II 11, 15). Jedoch gibt es bei den Angaben des Ptolemäus deutliche Anhaltspunkte dafür, dass er den Bereich des Legionslagers Brigetio fälschlicherweise an die Raabmündung (Arrabo) setzte, die in Wirklichkeit etliche Kilometer stromaufwärts – am Kastell Arrabona (Raab) – in die Donau floss. Arrabona erwähnte der Gelehrte hingegen überhaupt nicht. Der Fehler wird von der wissenschaftlichen Forschung auf eine notwendige Gradkorrektur zurückgeführt, die Ptolemäus anhand seines Datenmaterials vornehmen musste. Die Lage von Celamantia gegenüber dem Legionslager von Brigetio entstammt neuzeitlichen Überlegungen, bei denen das antike Material erneut aufgearbeitet wurde. Celamantia ist nicht in anderen wichtigen antiken Quellen wie dem Itinerarium Antonini, einem Verzeichnis der römischen Reichsstraßen aus dem 3. Jahrhundert n. Chr., und der Notitia dignitatum, einem spätrömischen Staatshandbuch, erwähnt. Der gebräuchliche ungarische Name Leányvár (Mädchenburg) soll auf der Sage vom römischen Soldaten Valentinus beruhen, der im Kastell angeblich seine Geliebte festgehalten hatte.

## Lage
Für den Standort des ersten Lagers von Brigetio (angelegt unter Kaiser Claudius, 41–54 n. Chr.) war vor allem seine Nähe zur Váh, dem größten Nebenfluss am nordpannonischen Grenzabschnitt, entscheidend. Der Fluss mündet rund vier Kilometer östlich von Brigetio in die Donau. Das umliegende Terrain ist eben und mit wenig Aufwand leicht zu überwachen. Erst weiter östlich von Komorn steigt das Land auf pannonischer Seite zum Gerecse-Gebirge an. Von dort transportierte ein später errichteter Aquädukt Frischwasser bis in das unter Kaiser Hadrian (117–138) fertiggestellte Legionslager von Brigetio, das auch ein wichtiger Straßenkreuzungspunkt war und an einer bedeutenden Heer- und Handelsstraße lag, die am Südufer der Donau entlangführte. Die Grundlage für die Erbauung des Kastells von Iža-Leányvár auf einer kleinen quadratischen Erhöhung bildete somit das Legionslager als bedeutende militärische Operationsbasis, zudem konnte im Zusammenspiel der beiden am rechten und linken Donauufer liegenden Besatzungen der Fluss bestens überwacht werden. Eine vom Südwestturm des Brückenkopfkastells zur Donau hin abgehende Mauer sowie eine spiegelgerechte Mauer auf Seiten des Legionslagers deuten ein Sperrwerk an, das eine Donaubrücke sichern sollte. Der Benediktinerpater Rudolf Gyulai (1848–1906) konnte gegen Ende des 19. Jahrhunderts bei Brigetio noch die Überreste einer antiken Brücke über die Donau beobachten, die sowohl vom Militär als auch vom Handelsverkehr genutzt wurde. Der Kastellbesatzung war es somit möglich, trockenen Fußes zum Legionslager zu gelangen, oder von dort im Alarmfall rasch Verstärkung heranzubringen.
In der Antike zählte das Brigetio gegenüberliegende Ufer zum Siedlungsgebiet des germanischen Stamms der Quaden, der oftmals mit den etwas weiter östlich in der Großen ungarischen Tiefebene lebenden sarmatischen Jazygen für Rom bedrohliche Bündnisse einging und daher unter besonders scharfer Beobachtung der römischen Armee stand. Bis zur Angliederung Oberungarns an die Tschechoslowakei durch den 1920 abgeschlossenen Vertrag von Trianon gehörte der Platz zu Ungarn.

## Forschungsgeschichte
Die älteste als Draufsicht wiedergegebene Abbildung des Kastellareals erhielt sich in einer Darstellung des 17. Jahrhunderts, die infolge der Schlacht bei Komárno (1661) im Auftrag des Generals Louis de Souchés angefertigt wurde. Im 18. Jahrhundert erwähnte der Gelehrte Matthias Bel (1684–1749) die Ruinen und damals noch gut erhaltenen Wälle der „Burg“. Anlässlich ihrer Reise entlang der Donau wurden auch der Engländer Richard Pococke (1704–1765) und dessen Cousin Jeremiah Milles (1714–1784) auf das Kastell von Leányvár aufmerksam. Die beiden konnten auch das gegenüberliegende Legionslager als das antike Brigetio identifizieren. Milles fertigte eine Bestandsskizze der beiden Militäranlagen sowie des benachbarten Amphitheaters an.
Von 1906 bis 1909, sowie 1912 und 1913 untersuchte der im damaligen Izsa (Iža) geborene ungarische Lehrer und Amateurarchäologe János Tóth-Kurucz (1878–1969) große Abschnitte des Kastells, veröffentlichte die Ergebnisse und gründete den Freundeskreis der Burg Leányvár. Sein Befundplan ist in weiten Teilen noch gültig. Erst 1932 setzte der tschechoslowakische Archäologe Jaroslav Böhm (1901–1962) diese Arbeit mit kleineren Sondierungen an den Kastellgräben fort. 1955 und 1956 folgten zwei Grabungskampagnen unter dem Prähistoriker Bedřich Svoboda (1896–1975) und 1957 eine von Mária Lamiová-Schmiedlová geleitete Untersuchung. Anschließend wurde 1959 nochmals an der Porta decumana gegraben. Seit 1978 ist das Archäologische Institut der Slowakischen Akademie der Wissenschaften zu Neutra für den Erhalt, die Präsentation und Erforschung von Leányvár zuständig. Besonders die slowakischen Archäologen Ján Rajtár und Klára Kuzmová haben sich mit ihren Grabungen und Untersuchungen in den darauffolgenden Jahrzehnten um die Geschichte des Kastells hervorgetan. Im Rahmen einer Kooperation zwischen dem Deutschen Archäologischen Institut (DAI) und der Slowakischen Akademie der Wissenschaften zu Neutra wurden im Frühjahr 1990 und im Frühjahr 1993 mit Hilfe der Luftbildarchäologie temporäre Erdlager nahe am Kastell entdeckt und unter der Leitung von Claus-Michael Hüssen und Jan Rajtár 1992/1993 archäologisch untersucht.

## Baugeschichte
Aus der Umgebung von Iža-Leányvár wurde eine kleine Gruppe frührömischer Lesefunde aus der Zeit vor dem Zweiten Weltkrieg publiziert, datiert in die Regierungszeit des Kaisers Domitian (81–96). Sie enthält eine Sigillate aus dem südgallischen La Graufesenque, die bronzene Schnalle eines Sattelgurts, den bronzenen blattförmigen Anhänger eines Pferdegeschirrs sowie das Fragment einer bronzenen Schnalle einer Doppelknopffibel. Der Archäologe Ján Rajtár ging davon aus, dass es trotz dieser spärlichen Funde eine zumindest kürzere militärische Anwesenheit römischer Truppen unter Domitian gab. Die Geschichte von Iža-Leányvár muss aber stets auch in Zusammenhang mit den Entwicklungen am Legionslager Brigetio betrachtet werden, da sich daraus wichtige Analogien zur Entwicklung des Kastells erschließen.

### Holz-Erde-Lager
Im späten 2. Jahrhundert n. Chr. stieg das von den Markomannen und Quaden besiedelte Vorfeld von Brigetio zu enormer strategischer Bedeutung auf. Die Forschungsergebnisse legen nahe, dass mehrere militärische Operationen von dort ihren Ausgang nahmen. Kuzmová und Rajtár datierten die von Svoboda erstmals nachgewiesene Errichtung eines Holz-Erde-Lagers in die Zeit zwischen 171 und 175 n. Chr. während der noch anhaltenden Markomannenkriege (166–180) unter Kaiser Mark Aurel (161–180). Zu diesen Ergebnissen waren die beiden nach ihrer 1985 unter dem Südostturm des jüngeren Steinkastells angesetzten Grabung gekommen, als sie in einer verlässlichen und eindeutigen stratigraphischen Situation eine frühe Mannschaftsbaracke untersuchten und dabei unter anderem zeitlich zuordnungsfähige Münzen und Sigillaten vorfanden. Im Sommer 175 n. Chr. mussten die Quaden ähnlich wie die Markomannen und Jazygen die römischen Friedensbedingungen akzeptieren und einen Streifen ihres Territoriums entlang des linken Donauufers aufgeben. Doch die drei besiegt geglaubten Hauptgegner hielten sich nicht an die Friedensverträge. Erneut kam es zu schweren Kämpfen. Noch vor Kriegsende 180 n. Chr. wurde das eben erst gegründete Lager durch Feindeinwirkung wieder zerstört, davon zeugen eine immer wieder beobachtete starke Brandschicht sowie die auf dem damaligen Laufniveau in den Lagergassen verteilten Militaria und vollständige Keramikgefäße. Die Mehrzahl der bis 1990 geborgenen Münzen stammte aus der Regierungszeit des Kaisers Marc Aurel. Als Schlussmünze konnte ein zwischen Dezember 178 und Frühjahr 179 geprägter As bestimmt werden.

#### Umwehrung
Der Gesamtumfang des Holz-Erde-Lagers mit seinen abgerundeten Ecken (Spielkartenform) konnte bisher nicht vollständig erfasst werden, doch ist wohl mit einer trapez- oder rautenförmig angelegten Fortifikation mit einer Fläche von mindestens 3 Hektar zu rechnen. Das Kastell befand sich mit seinen beiden Längsseiten fast genau auf einer gedachten Nord-Süd-Achse und war nur leicht nach Westen verdreht. Als Annäherungshindernis war ein Doppelspitzgraben angelegt und mit dem Aushub ein Erddamm errichtet worden, dem zusätzlich eine das gesamte Lager umlaufende hölzerne Palisade vorgelagert war. An der Prätorialfront, der Nordseite der Befestigung, wurden die Gräben nicht durch einen Übergang unterbrochen. Daher war das Nordtor, die Porta praetoria, nur über eine hölzerne Brücke zugänglich. Da die Gräben und Wehrkonstruktionen zur Donau hin nicht weiter festgestellt werden konnten, ist keine Aussage zur Lage des westlichen und östlichen Lagertors (Porta principalis sinistra und Porta principalis dextra) möglich. Beim rückwärtigen Südtor, der Porta decumana, das näher zur Donau als der Torbau des nachfolgenden Steinkastells lag, könnten seine Strukturen vom Fluss bereits vor langer Zeit abgeschwemmt worden sein.

#### Innenbebauung
Die länglich-rhombischen, rund 44 Meter langen und 11,5 Meter breiten (Bau 1) Mannschaftsbaracken mit ihren 0,90 bis 1 Meter breiten Türöffnungen sind mit ihren Längsseiten nordsüdlich ausgerichtet. Es konnte festgestellt werden, dass diese massiv ausgelegten Wohnbauten der Soldaten ohne vorherige Fundamentierungen aus ungebrannten Lehmziegeln errichtet worden waren. Bei der standardisierten Innenaufteilung trennten Zwischenwände jeden Bau in zwei Trakte von je 4 Metern Breite. Jeder dieser Trakte untergliederte sich in je drei gleichfalls rhombisch angelegte Räume von 12,5 bis 13 Metern Länge. Die Gefache ihrer Fachwerk-Scheidewände waren mit einem lehmbeworfenen Flechtwerk befüllt. Der zumeist lehmgestampfte Fußboden besaß nur an wenigen Stellen Pflaster aus ungebrannten Lehmziegeln. Zwischen den Mannschaftsbaracken bestanden 4 bis 4,5 Meter breite Gassen. Neben Pfostengruben und den Überresten von Öfen und Feuerstellen gab es keine weiteren Befunde zum näheren Aufbau dieser Bauten. Um die Außenwände hatten die Soldaten Abzugsgräben für das Regenwasser gezogen und dieses anschließend in größere Sammelkanäle geleitet.

#### Fundgut aus den älteren Mannschaftsbaracken

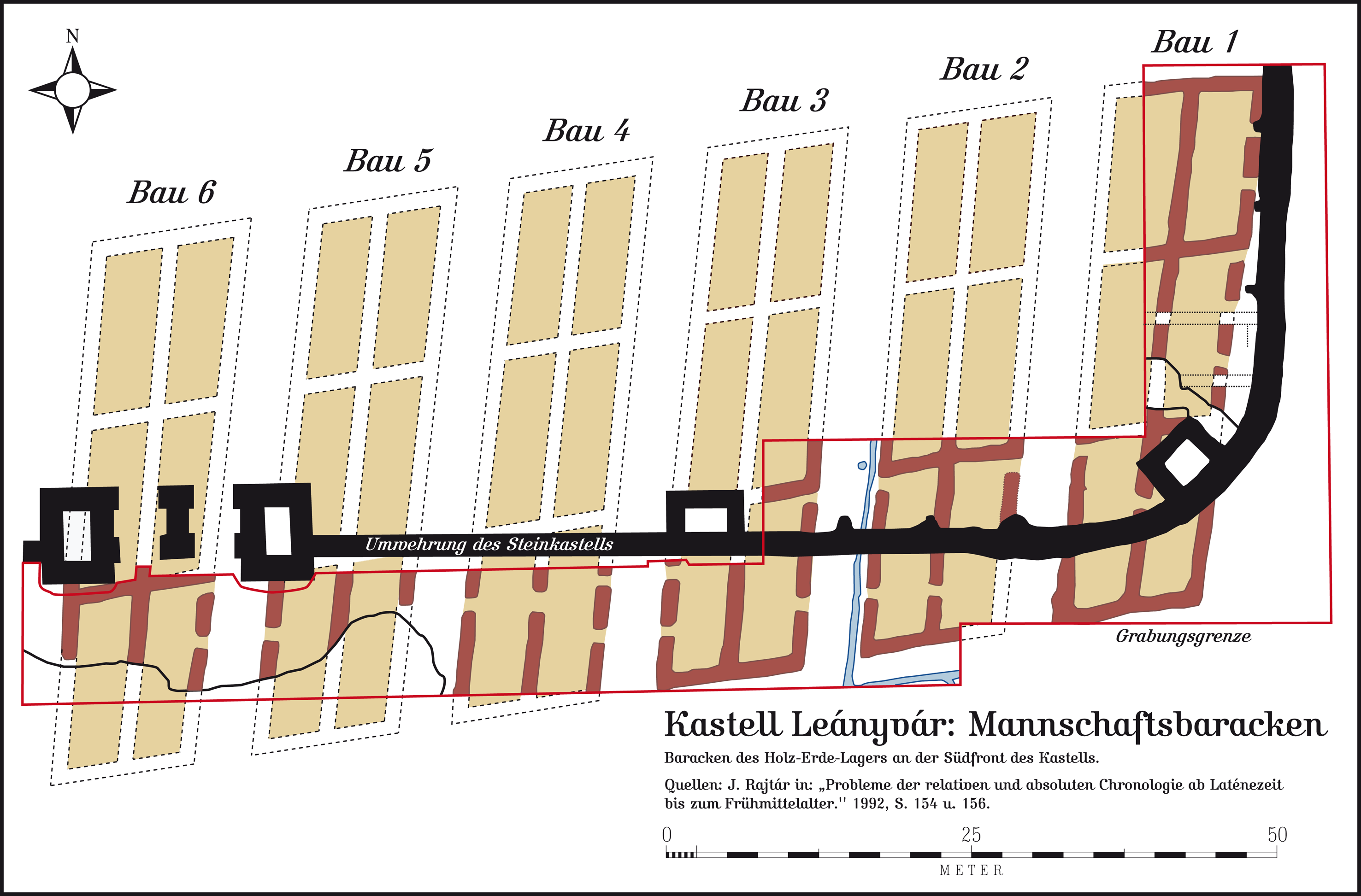
Grabungsplan zu den Mannschaftsbaracken im Südteil des Kastells; in schwarz darüber die Umwehrung des späteren Steinkastells eingezeichnet

1985 begannen Rajtár und Kuzmová mit Untersuchungen an den frühen Mannschaftsbaracken, die ihnen zuerst unter dem südöstlichen Eckturm des jüngeren Steinkastells aufgefallen waren. Bei den Grabungen wurden weitere aufschlussreiche Funde gemacht, die unter anderem auch Rückschlüsse auf historische Ereignisse rund um das frühe Kastell zuließen. Bis 1990 konnten aus den Mannschaftsbaracken, Lagergassen und Entwässerungsgräben unter anderem zerschlagene und vollständige Keramikgefäße geborgen werden. Daneben kamen Waffenfragmente und Ausrüstungsteile aus dem Boden. Die vorgefundenen Waffen, zumeist dreiflügelige Pfeilspitzen, Reste der knöchernen Verstärkungen von Kompositbögen, Lanzenspitzen und eine in Bau 4 vom Fußboden geborgene Spatha, ein Langschwert, lassen auf eine dort stationierte Reitertruppe sowie Bogenschützen schließen. Zu dieser Fundgruppe zählen auch Fragmente römischer Schienenpanzer (Lorica segmentata) die zumindest teilweise auch noch aus dem 2. Jahrhundert stammen dürften. Noch zahlreicher als Schienenpanzer kamen Überreste von Schuppenpanzern (Lorica squamata) ans Licht. Auch Kettenpanzer (Lorica hamata) konnten nachgewiesen werden. Bemerkenswert war der Fund von großen Mengen eiserner Nägel, mit denen einst lederne Militärsandalen (Caligae) beschlagen waren. Aufgrund ihrer Lage zeichnete sich teilweise noch die ursprüngliche Form des Sohlenleders am Boden ab.
Wichtige Aussagen konnten auch durch die hier geborgenen Fibeln erschlossen werden. Sie datieren in die zweite Hälfte des 2. Jahrhunderts n. Chr. Von besonderer Bedeutung war eine vergoldete, prächtige Scheibenfibel mit einer Darstellung des ägyptisch-hellenistischen Gottes Serapis, die wahrscheinlich Vorbilder aus Dura Europos, Batumi und Rom nachahmt. Ein Glasfragment wies die Marke des Herstellers C. Gratius Salvus auf. Dieser produzierte in der zweiten Hälfte des 2. Jahrhunderts in Oberitalien.

### Steinkastell

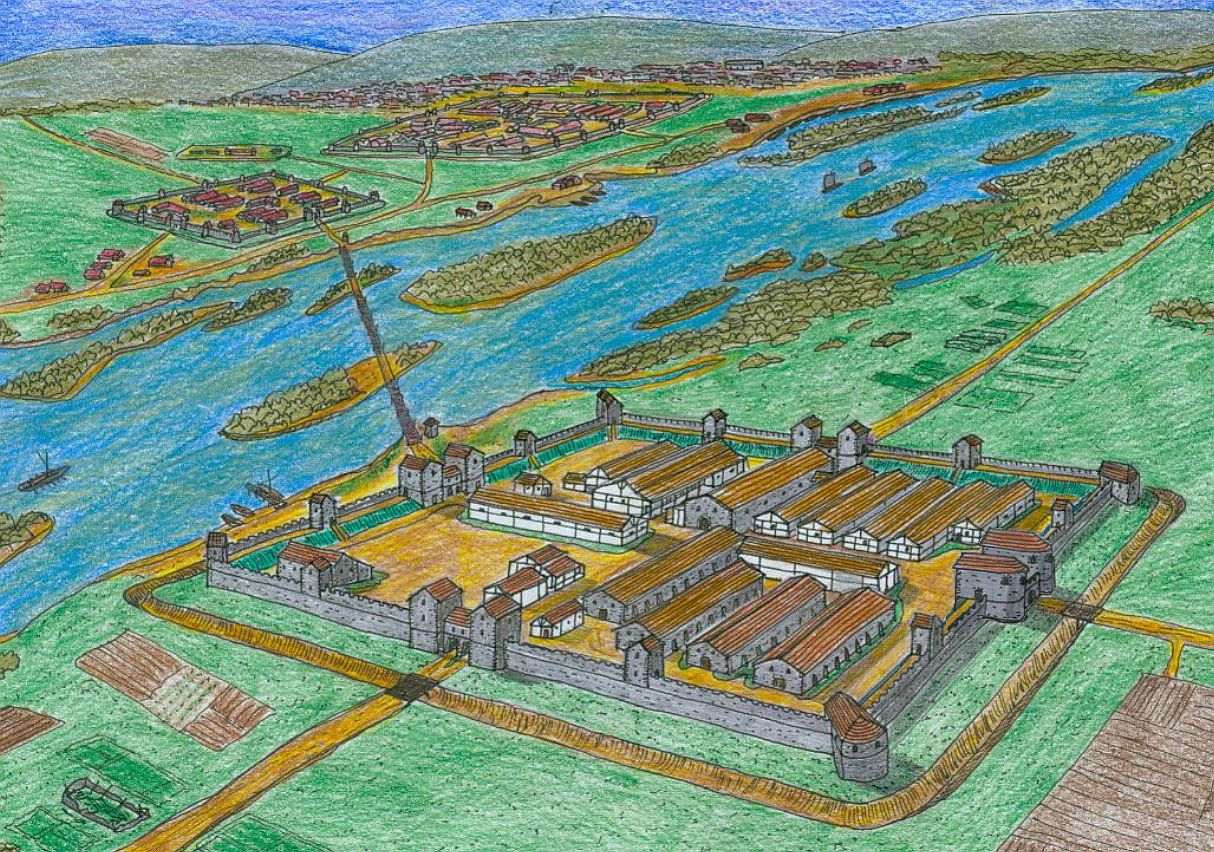
Rekonstruktionsversuch des Kastells, Zustand im 4. Jahrhundert n. Chr.

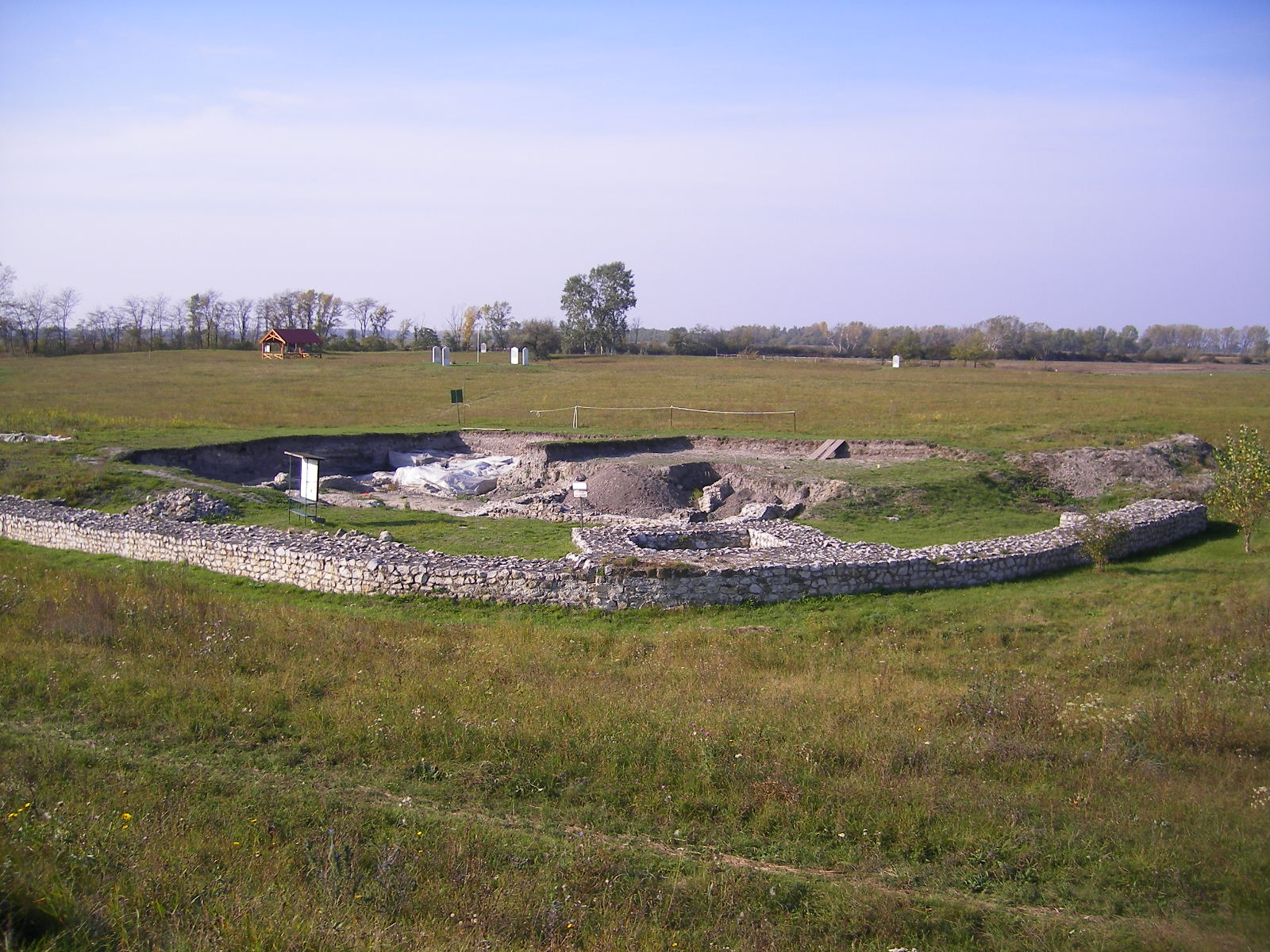
Nachgrabungen 2008 an den Kastellthermen. Im Vordergrund der einzige während der Spätantike wahrscheinlich nicht umgebaute Südostturm.

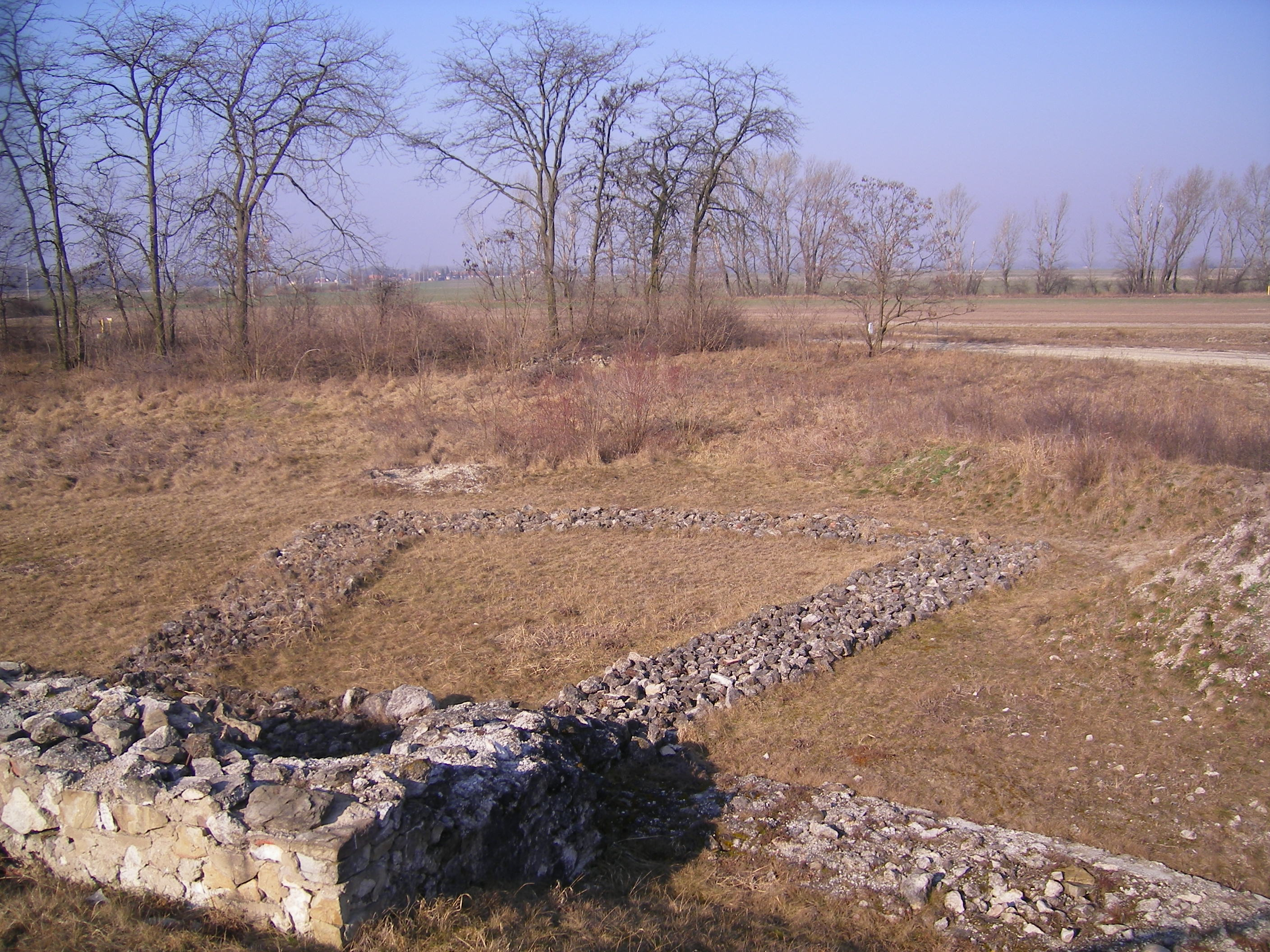
Die während der Spätantike mit einem fächerförmigen Turm verstärkte Nordwestecke.

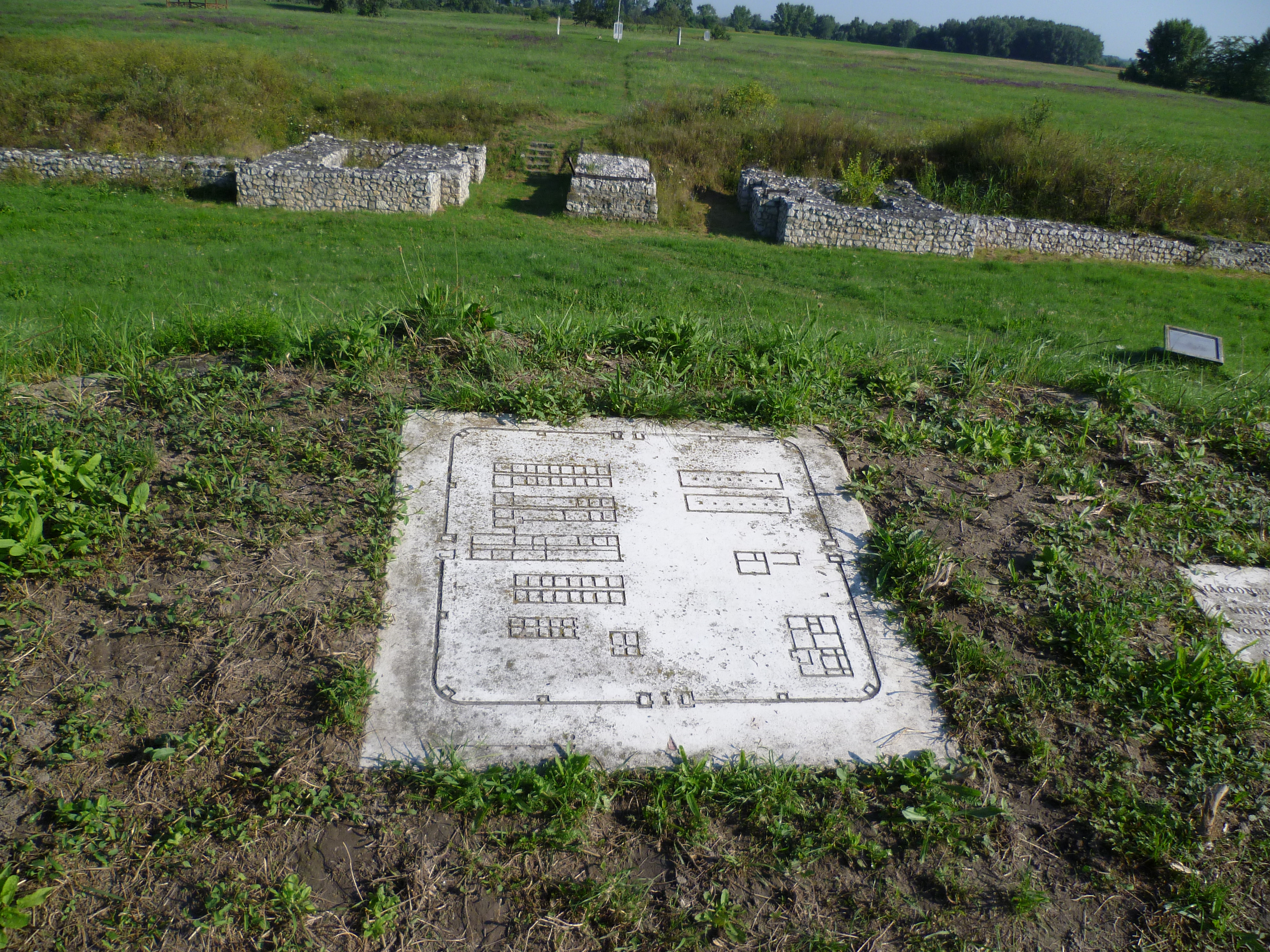
In Stein eingelassener Grabungsplan vor der Porta decumana.

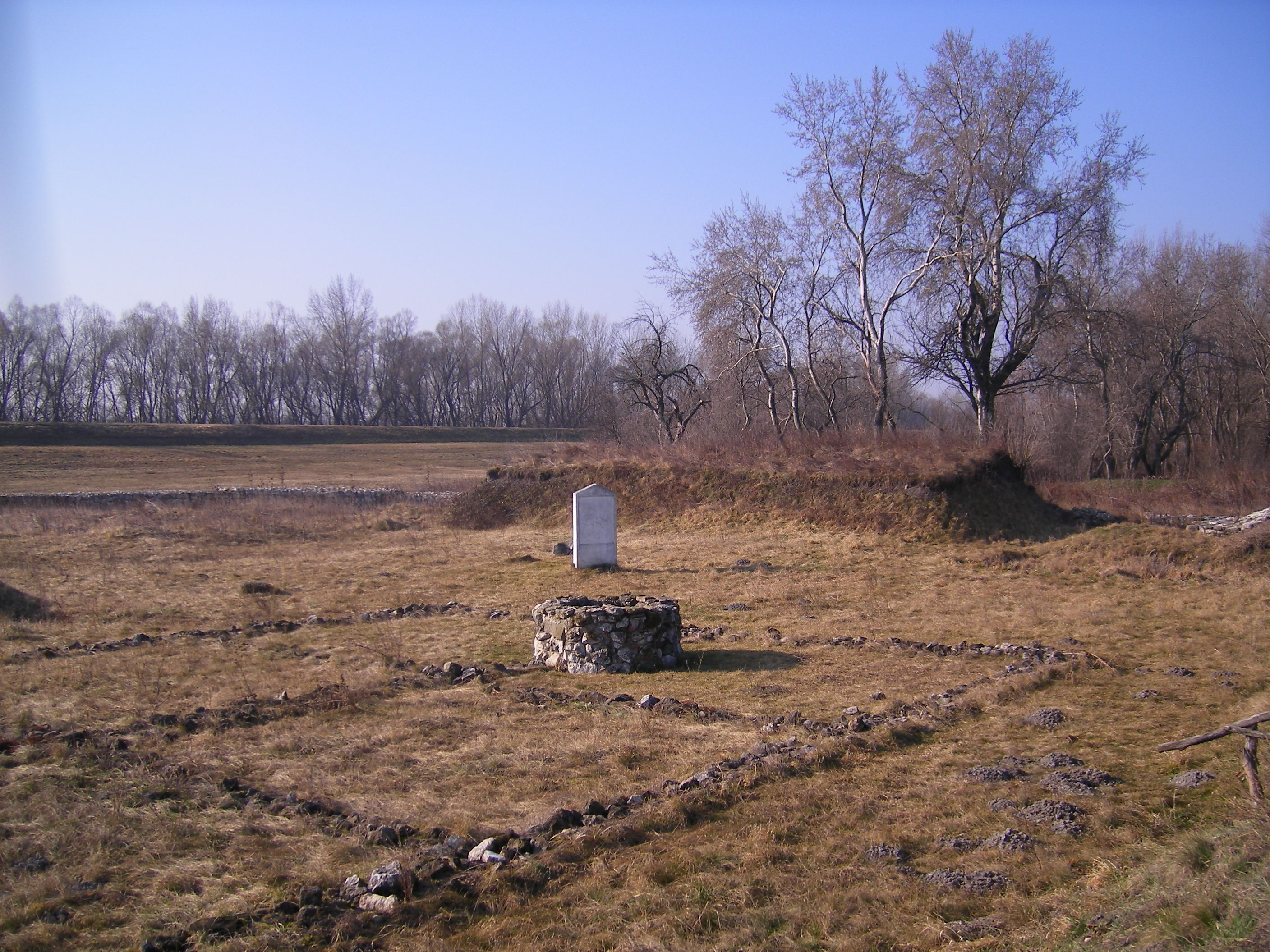
Älterer Baurest mit einem jüngeren Brunnen an der Via decumana. Im Hintergrund die Südwestecke des Kastells.

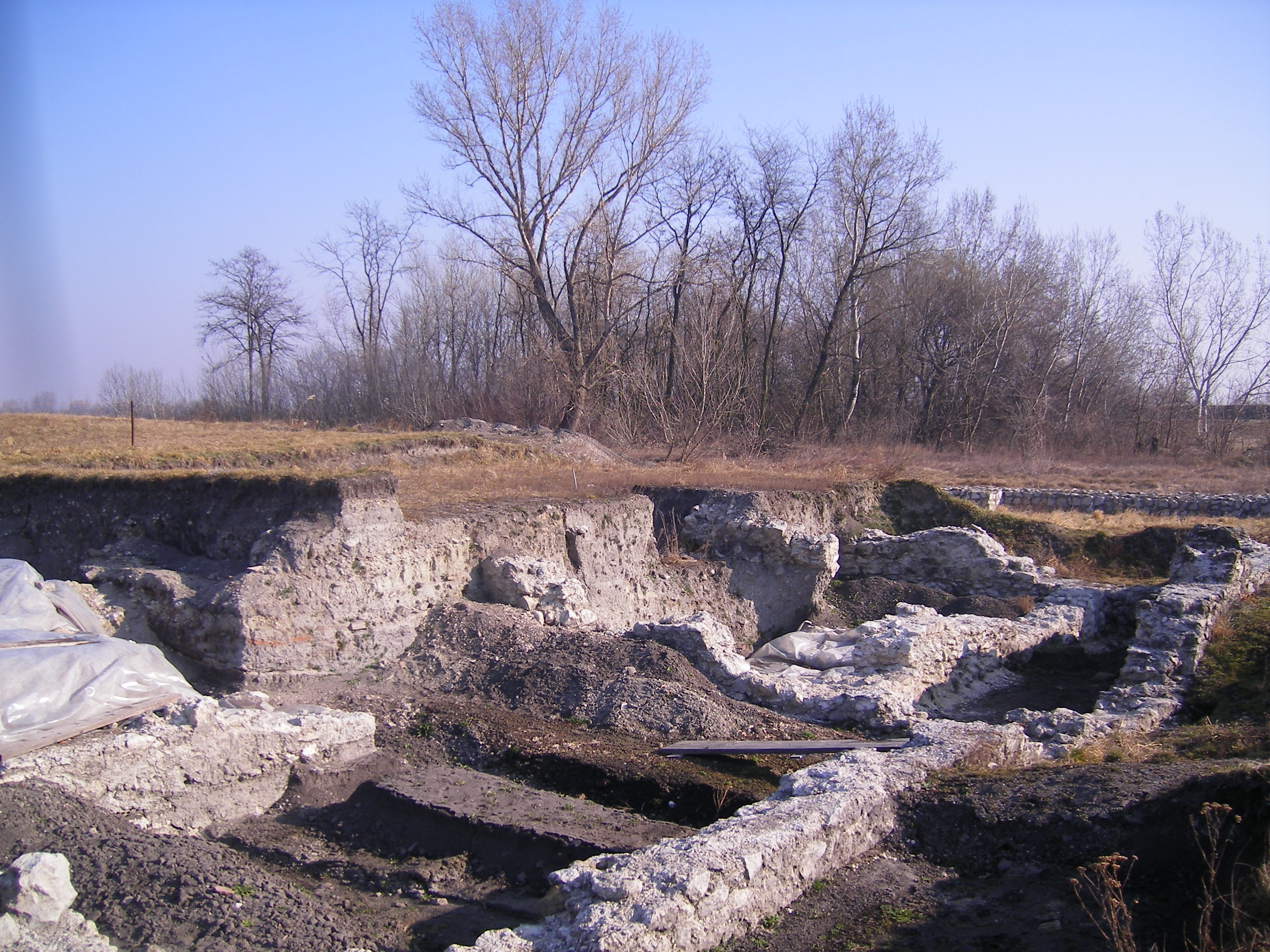
Nachgrabung 2008 an den Kastellthermen in der Südostecke des Lagers.

Mit dem Ende der Markomannenkriege begann unter Kaiser Commodus (180–192) ein umfangreiches Bauprogramm zur Wiederherstellung der zahlreichen in diesen Kriegen beschädigten und zerstörten Limesanlagen, was an vielen Punkten des pannonischen Limes durch Befunde und Inschriften bezeugt ist. Das Areal des niedergebrannten Holz-Erde-Lagers wurde vollständig planiert und anschließend das Kastell in Stein neu errichtet. Das gesamte Material für die Wiederaufbauarbeiten musste vom Südufer der Donau herangeschafft werden. Auch die Ziegel waren offensichtlich von einer weiter entfernten Produktionsstätte dorthin transportiert worden. Die Ziegelstempel bezeugen, dass Bautrupps der in Brigetio liegenden Legio I Adiutrix für den Bau herangezogen wurden. Der annähernd quadratische Neubau mit seinem Umfang von 175 × 176 Metern (3 Hektar) entstand am gleichen Platz wie seine Vorgängeranlage. Typisch für diese Zeitperiode waren die vier Ecken der Anlage wie auch die der hölzernen Vorgängerkonstruktion abgerundet. Allerdings wurde die Befestigung mit ihren Längsseiten nun exakt nach den vier Himmelsrichtungen ausgemittelt und etwas weiter nach Norden verschoben. Bedingt durch die leicht nach Süden zur Donau abfallende Hanglage musste auch das Drainagesystem entsprechend geplant werden.
Durch eine Revisionsgrabung an der Porta praetoria konnten insgesamt vier Bauphasen an dem Steinkastell von Iža-Leányvár nachgewiesen werden. Insbesondere Umbauten während der Regierungszeit des Kaisers Valentinian I. (364–375) sind – wie an den meisten pannonischen Militärplätzen – auch dort bezeugt. Das bestätigen unter anderem Ziegelstempel der Militärtribunen Lupicinius und Terentianus. Terentianus war mindestens während der Amtszeit des Frigeridus dux (371–373/374) als Stabsoffizier in der Provinz Valeria aktiv, Lupicinus kann der Zeit nach 368 bzw. vor 377 zugeordnet werden.

#### Wehrmauer und Gräben
Als Annäherungshindernis besaß die Fortifikation an der West-, Nord- und Ostseite einen Doppelspitzgraben, der im Bereich der Torzufahrten aussetzte. An der Südseite, der Dekumanfront, konnte keine durchgehende Grabenanlage beobachtet werden. Offenbar sollte dort die nahe am Kastell vorbeifließende Donau die Schutzfunktion übernehmen.

#### Tore und Türme
Das Kastell besaß an allen vier Seiten je ein Tor, das an beiden Seiten von zwei rechteckigen Türmen flankiert war. Wie die 1959 durchgeführte Nachuntersuchung an der erstmals 1908 ergrabenen Porta decumana ergaben, schoben sich ihre Flankentürme 0,85 Meter über den Verband der Umfassungsmauer hinaus. Bei der in spätantiker Zeit umgebauten Porta praetoria konnten in diesem Zusammenhang aber keine genauen Aussagen mehr gemacht werden. Auch bei den zwei anderen Zufahrten konnte dieser deutliche Vorsprung der Tortürme beobachtet werden. Mit Ausnahme des den möglichen Gegnern zugewandten Nordtores, das einspurig ausgeführt war, besaßen alle anderen Durchgänge in ihrer Mitte zwischen den Tortürmen einen kurzen Mauerzug (Spina), der eine zweispurige Ein- beziehungsweise Ausfahrt ermöglichte. Es konnte weiters festgestellt werden, dass der Straßenbelag im Torraum aus kleinen Bruchsteinen bestand.
Zu den auffälligsten spätantiken baulichen Veränderungen an den Toren gehört jedoch der Umbau an der Porta praetoria in der Spätantike. Um die Bauarbeiten zu ermöglichen, musste zuerst der innere Graben zugeschüttet und planiert werden, da er von dem Neubau teilweise überdeckt wurde. Anschließend wurden die Flanken der beiden Tortürme nach Norden verlängert und an jedem Turm wahrscheinlich U-förmig wieder zusammengeführt. Die Tortürme ragten nun 8,25 bis 8,40 Meter aus dem Verband der Wehrmauer hervor. Umbauten dieser Art werden für gewöhnlich der konstantinischen Epoche zugeschrieben. Die Archäologen nehmen weiters an, dass sich mit den Baumaßnahmen des Kaisers Valentinian I. die letzten Arbeiten an der Porta praetoria verbinden. Damals wurde eine Mauer errichtet, welche die beiden Scheitelpunkte der U-förmigen Wölbung miteinander verband und damit das Tor vollständig verschloss. An den drei anderen Torbauten konnte keine derartige Verstärkung festgestellt werden.
Zwischen den vier Ecktürmen und Toren befand sich je ein rechteckiger Zwischenturm, der ebenfalls an das Innere der Kastellmauer angebaut war. Insgesamt kann somit von acht Zwischentürmen mit ebenerdigem Zugang ausgegangen werden. Drei der Ecktürme wurden in der Spätantike zu Fächertürmen umgebaut. Im Vorfeld des südöstlichen Eckturms, der als einziger offensichtlich nicht fächerförmig ausgebaut worden war, konnten zehn zylindrische, im oberen Bereich leicht trichterförmig gestaltete Gruben mit einem Durchmesser zwischen 0,90 und 1,50 Metern beobachtet werden, die in drei unregelmäßigen Reihen nach Südwesten an den dort abschließenden innersten Verteidigungsgraben anschlossen und parallel zur Wehrmauer verliefen. Am pannonischen Donaukastell Intercisa wurden drei ähnliche Gruben im Innenareal am nordwestlichen Eckturm beobachtet. Die Funde aus der Grubenverfüllung lassen eine Datierung in die späte Kaiserzeit zu – höchstwahrscheinlich in die Entstehungszeit der fächerförmigen Ecktürme. Andererseits könnte ein stark zerstörter Mauerrest an einer der Innenecken des Turmes dennoch auf den fehlenden Umbau hinweisen.

#### Innenbebauung
Die Konzeption der Gebäude im Lagerinneren folgte teilweise dem standardisierten Bauschema der mittleren Kaiserzeit. Doch gab es hierbei einige Besonderheiten. Typischerweise orientierten sich die Stirnseiten der länglich-rechteckigen Baracken im Vorderlager (Praetentura) an der vom Nordtor nach Süden laufenden Via praetoria. An der Westseite der Straße konnten unter anderem typische Mannschaftsbaracken mit Kopfbauten für die Offiziere ergraben werden. Ähnliches wurde an der vom Südtor nach Norden laufenden Via decumana beobachtet. Moderne Grabungen konnten dort an der Straßenwestseite einen Kasernenbau auf einer Länge von 30 Metern näher analysieren. Die Fußböden der aus Fachwerk oder ungebrannten Lehmziegeln errichteten Baracke bestanden aus gestampftem Lehm. Von den Zwischenwänden hatten sich nur in den Boden gegrabene Fundamentrinnen erhalten, in denen gebrochene Kalksteine lagen. Nach Fundlage fiel der Bau bereits um 250 n. Chr. einer Brandkatastrophe zum Opfer, die mit einem kriegerischen Ereignis zusammenhängen könnte, das damals erneut die nordpannonischen Grenzen bedrohte. Im Zuge des Wiederaufbaus planierte ein Bautrupp das Gelände der Mannschaftsunterkunft und entnahm das noch brauchbare Material für eine Neuverwendung.
Gegenüber den Kasernen in der Praetentura lagen längliche Gebäude, die in ihrer Mitte rechteckige Ständer zur Stabilisierung der Dachkonstruktion besaßen. Ein weiterer Bau nahe der Nordostmauer kann als Getreidespeicher (Horreum) angesprochen werden. Ungewöhnlich war sowohl im Vorderlager als auch im Hinterlager (Retentura) je ein länglich-rechteckiger Bau, der mit seiner fast die gesamte Straßenflucht einnehmenden Längsseite unmittelbar östlich an die Trasse der Via praetoria grenzte beziehungsweise die Hälfte der vom Südtor nach Norden laufenden Via decumana überdeckte. Beide Gebäude waren ungefähr gleich groß und besaßen in ihrer giebelfolgenden Mitte eine durchgehende Unterteilung. In der Lagermitte stieß zumindest die Stirnseite des südlichen Baus an die vom Osttor kommende Via principalis dextra. Diese Konzeption machte die Errichtung eines am Kreuzungspunkt der Lagerhauptstraßen (Groma) liegenden Stabsgebäudes (Principia) unmöglich. Die Archäologen konnten stattdessen einen weiteren länglich-rechteckigen Bau als Kommandantur identifizieren, der sich mit seiner westlichen Schmalseite fast direkt vor der inneren Flucht des Westtores erhob, die Via principalis sinistra vollständig überlagerte und mit der östlichen Stirnseite an der rechtwinkeligen Kreuzung von Via praetoria, Via principalis dextra und Via decumana mündete. Teilweise werden die Bauten Pferdeställen zugeschrieben. Die zumeist nur durch die historischen Grabungen von Tóth-Kurucz bekannten Gebäudestrukturen werden teilweise nicht zeitgleich errichtet worden sein. Wie sich die baulichen Gegebenheiten während der verschiedenen Entwicklungsphasen des Kastells in der Antike tatsächlich dargestellt haben, könnten nur moderne großflächige Grabungen klären, die jedoch noch ausstehen.
Bei den Principia von Iža-Leányvár war das weitgehend standardisierte Bauschema der mittleren Kaiserzeit bereits vollständig aufgegeben. Der Bau wird weitgehend durch drei gleich weit voneinander entfernte Längsmauern gegliedert. Die dadurch entstandenen Haupttrakte sind in sich durch unterschiedlich große Zwischenmauern in kleinere und größere Zimmer unterteilt.
Es war wohl der Lage im Barbaricum geschuldet, dass die Badeanlagen direkt im Kastell errichtet werden mussten. Der vollständige, relativ komplexe rechteckige Bau mit einer rechteckigen kleinen Apsis konnte in der Südostecke der Fortifikation festgestellt werden.
Zu den Befunden in dem modern untersuchten südwestlichen Kastellinnenareal gehören zwei große Kuppelöfen aus luftgetrockneten Ziegeln zum Brotbacken sowie ein Brunnen mit rundem Durchmesser, der im Bereich der Lagerringstraße (Via sagularis) vor dem südwestlichen Zwischenturm lag. Wie in vielen anderen Militärlagern wurden die Brunnenwände durch alte verbrauchte Nadelholzfässer versteift, die in das Brunnenloch eingebracht worden waren. Den Abschluss an der Oberfläche bildete eine in Stein gesetzte runde Umfassung.

## Truppe und Militärpersonal
In den antiken Hauptquellen und auf den bisher entdeckten Inschriftensteinen werden Lager und Besatzung nicht erwähnt. Daher kann heute nur schwer bestimmt werden, welche Einheiten dort stationiert waren. Aufgrund der Waffenfunde wird angenommen, dass sich die Besatzung des Kastells größtenteils aus Reitern und Bogenschützen zusammensetzte.
Folgende Einheiten könnten in Celemantia stationiert gewesen sein:
| Zeitstellung                  | Truppenname                                                                         | Bemerkung |
| ----------------------------- | ----------------------------------------------------------------------------------- | --- |
| 2. bis 4. Jahrhundert n. Chr. | Legio prima Adiutrix (die erste Legion, die Helferin)                               | Vermutlich wurde die Garnison auch von Vexillationen dieser im nahen Brigetio stationierten Legion gestellt. |
| 2. Jahrhundert n. Chr.        | Ala prima Hispanorum Aravacorum (das erste hispanische Reiterregiment der Arevaker) | Diese rund 500 Mann starke, ursprünglich aus Hispanien stammende Einheit (Moncloa-Aravaca ist heute ein Stadtteil von Madrid), lag seit vorflavischer Zeit ständig im oberpannonischen Grenzgebiet. Ihre ersten pannonischen Stützpunkte waren wahrscheinlich Carnuntum und im Anschluss daran Arrabona (Győr). An beiden Kastellorten kam je eine Grabinschrift eines ihrer Soldaten zu Tage. Sehr wahrscheinlich wurde die Truppe auch in den Dakerkriegen Trajans eingesetzt. Wie ein in Regensburg gefundenes Militärdiplom beweist, war das Regiment am 16. Dezember 113 wieder in Oberpannonien stationiert. Da das Kastell von Győr nun durch die Ala I Ulpia contariorum milliaria belegt war, muss die Ala I Hispanorum Aravacorum einen anderen, bisher nicht gesicherten Standort bezogen haben. Ein in Brigetio entdecktes Militärdiplom vom 1. August 150 verdeutlicht, dass die Ala schon damals im Umfeld des Legionslagers am Südufer der Donau gestanden haben könnte. Dieses Diplom war auf den Soldaten Victor aus dem Volk der pannonischen Azalier durch den damaligen Statthalter der afrikanischen Provinz Mauretania Caesariensis, Porcius Vetustinus, ausgestellt worden. Im gleichen Jahr entließ Porcius Vetustinus noch eine Reihe anderer pannonischer Soldaten, die ihm offensichtlich zeitweilig unterstellt waren. Der Hinweis in dem Diplom „cum essent in expedition(e) Mauretan(iae) Caesarens(is)“ weist auf einen Feldzug (expeditio) hin, an dem die gesamte Ala prima Hispanorum Aravacorum oder zumindest eine Vexillation des Regiments damals beteiligt war. Der historisch bekannteste Einsatz des Regiments fand während der Markomannenkriege gegen die germanischen Narisker statt. Deren König Valao wurde vom damaligen Regimentskommandeur, M. Valerius Maximianus, im Zweikampf getötet, womit letzterer das Fundament für eine außergewöhnliche Karriere legte. Nach Kriegsende könnte die Reitertruppe die erste Garnison in Iža-Leányvár gestellt haben. In diesem Zusammenhang gingen die Archäologen Barnabás Lőrincz (1951–2012) und Zsolt Visy 1987 noch davon aus, dass die Ala bereits nach dem zweiten Dakerkrieg dorthin verlegt worden war, was sich jedoch nicht mit den kurze Zeit später veröffentlichten Grabungsergebnissen aus Iža-Leányvár deckte. |

Die am Kastell gefundenen Inschriften, die Militärangehörige nennen, sind in der Regel erst zur Sekundärverwendung aus Brigetio nach Iža-Leányvár verschleppt worden, um dort als Baumaterial verwendet zu werden:
In einem Kanal unter dem Südwestturm des Kastells wurde 1907 als Spolie eine stark verwitterte Grabinschrift (90 × 67 × 20 cm) aus dem 3. Jahrhundert gefunden, die an Qu(i)etus Petrus, den Verwalter des Primus Pilus Antonius Agrippinus, erinnerte, der im Alter von 22 Jahren starb. Der Stein stammt laut Lőrincz aus den Jahren zwischen 200 und 300 n. Chr. und wurde wahrscheinlich von einem Gräberfeld bei Brigetio hierher gebracht.
D(is) M(anibus)

et perp(etuae) securitati Qu(i)eti

Petri [qui e]git actum Ant(oni)

Agrippini p(rimi) p(ili) qui vixit an(nos) XXII

m(enses) X d(ies) XII h (oras) VI Qu(i)etius Arrianus

pater filio pientissimo f(aciendum) c(uravit)

et Ant(onio) Gelasio canabario

fi(lio) eius
Eine gleichfalls verschleppte Votivstele aus Kalkstein war von einem Soldaten dem Waldgott Silvanus domesticus geweiht worden. Der Stein wird in die 2. Hälfte des 2. oder in das 3. Jahrhundert datiert.
Sil(vano) dom(estico)

Sp() Primitius

mil(es) l(egionis) I A(diutricis)

v(otum) s(olvit) l(ibens) m(erito)
Übersetzung: „Dem Silvanus domesticus hat Sp(urius?) Primitius, Soldat der Ersten Legion Adiutrix, sein Gelübde gern und nach Gebühr eingelöst.“
Eine weitere am Kastell geborgene, aber heute verschollene Inschrift stammte ebenfalls aus den Gräberfeldern rund um Brigetio.
] / m[e]nses XI

[e]t dies XV

[C]aecil(ius) Rufus

[t]rib(unus) mil(itum) leg(ionis) I ad(iutricis)

[e]t Ovidia Tertul-

la filiae dulcis-

sim(a)e p(onendum) c(uravit)
Übersetzung: „… (Sie lebte ? Jahre), 11 Monate und 15 Tage. Caecilius Rufus, Militärtribun der Ersten Legion Adiutrix, und Ovidia Tertulla haben der heißgeliebten Tochter (diesen Grabstein) errichten lassen.“

## Ende und nachrömische Entwicklung
Allgemein wird in der Forschung davon ausgegangen, dass Iža-Leányvár spätestens nach der für die Römer verheerenden Auswirkungen der Schlacht von Adrianopel (378) gewaltsam zerstört wurde. Wie die Funde und Befunde verdeutlichen, ließen sich nach der Räumung durch die Römer für eine relativ kurze Zeit quadische Siedler auf dem Kastellgelände nieder. Sie vermischten sich bald mit einer Gruppe von Zuwanderern, die sich möglicherweise aus Goten oder Alanen zusammensetzte. Spätestens in der ersten Hälfte des 5. Jahrhunderts wurde der Platz dann aber endgültig aufgegeben und verlassen.

## Marschlager
Fünf unterschiedlich große, kurzzeitig belegte Holz-Erde-Lager (sogenannte temporäre Marschlager) konnten in unmittelbarer Nähe westlich und nordwestlich des Kastells nachgewiesen werden. Sie belegen die Anwesenheit diverser kleinerer taktischer Einheiten links der Donau, die wohl bei verschiedenen Operationen während des Markomannenkrieges zum Einsatz kamen. Die von dem Luftbildarchäologen Otto Braasch 1990 erstmals entdeckten Lager wurden durch Hüssen und Rajtár wissenschaftlich untersucht. Es stellte sich heraus, dass die Größen der Lager zwischen 1 und 6,5 Hektar schwankten. Jede der rechteckigen Anlagen besaß abgerundete Ecken und war von einem bemerkenswert sorgfältig und regelmäßig angelegten Spitzgraben umgeben, der an allen vier Seiten der Umwehrung vor den Zugängen aussetzte. Die Breite der Gräben wurde mit 2 bis 2,5 Metern, die Tiefe mit knapp 2 Metern vermessen. In der Füllung des Grabens von Lager 2 wurde ein zwischen 178 und 180 n. Chr. geprägter Denar der späteren Kaisergattin Bruttia Crispina gefunden. Außerdem konnten Erkenntnisse zu der bei Iža-Leányvár vorherrschenden landwirtschaftlichen Situation im späten 2. Jahrhundert aus den Grabenverfüllungen gewonnen werden.

## Weitere Funde

### Keramik
Der Großteil der in Iža-Leányvár gefundenen Gebrauchskeramik (unter anderem Tonlampen, Koch- und Tafelgeschirr in verschiedenen Qualitäten) stammt aus den östlich des Legionslagers Brigetio gelegenen Militärtöpfereien Gerhát und Kurucdomb. Die während der Regierungszeit des Kaisers Hadrian (117–138) durch die Legio I Adiutrix gegründeten Betriebe produzierten bis in die 230er Jahre und lagen dem Brückenkopfkastell genau gegenüber am anderen Donauufer. Neben der regionalen Ware wurde das Militär in Iža-Leányvár auch mit Importprodukten – im Speziellen Terra Sigillata – aus den römischen Provinzen Galliens (u. a. Lezoux), Germaniens (Rheinzabern) und aus Raetien (Westerndorf, Schwabmünchen II) beliefert. Die nicht sehr zahlreichen antoninischen Terra-Sigillata-Bruchstücke konnten zu fast gleichen Teilen nach Rheinzabern und Lezoux verortet werden. Bekannt sind die Formen Drag. 18/31, 33, 37 und 54. Neben weiterer Gebrauchskeramik wurden auch einige wenige germanische Funde geborgen. Die Fundmenge der Importware erreichte während der severischen Epoche (193–235) ihren Höhepunkt.

### Medaillon Faustinas der Jüngeren
Das 1922 in der Umgebung von Iža-Leányvár gefundene, fein ausgearbeitete Bronzemedaillon der jüngeren Faustina († 176), der Gemahlin des Kaisers Mark Aurel, zählt zu den wertvollsten antiken Funden der Slowakei, da bisher weltweit nur drei vergleichbare Exemplare bekannt geworden sind. Das im Durchmesser 39 Millimeter große Stück kann in das Jahr 169 datiert werden und wiegt 48,70 Gramm. Die Archäologen vermuten, dass es entweder während der Markomannenkriege verloren ging oder verborgen wurde. Das Medaillon zeigt an der Vorderseite (Avers) ein Porträt der Faustina, auf der Rückseite (Revers) eine allegorisch aufbereitete Abschiedszene zwischen Faustina und Mark Aurel, der zu einem Feldzug aufbricht. Als sitzende Göttin Venus reicht die Gemahlin den in heroischer Nacktheit als Kriegsgott Mars dargestellten Kaiser einen Helm, während er sich sein Schwert umgürtet. Neben ihm liegt sein Brustpanzer. Das Stück befindet sich heute in der Münzsammlung des Historischen Museums auf der Pressburger Burg.

### Steindenkmäler

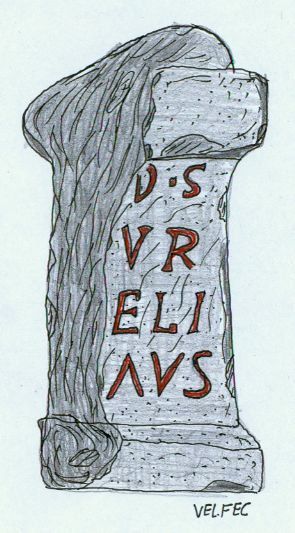
Skizze des Silvanusaltars der Aurelia Felica

Im Kastell wurde neben dem erwähnten Grabstein Anfang des 20. Jahrhunderts auch ein kleiner, rund 25 Zentimeter hoher und aus einem Sandsteinblock ausgemeißelter Votivaltar für den Gott Silvanus Domesticus aufgefunden, der heute im Ungarischen Nationalmuseum in Budapest aufbewahrt wird. Die Inschrift ist unvollständig, da die linke Seite abgebrochen ist.
„[S(ilvano)] D(omestico) s(acrum)
Aur(elia)
[F]eli-
[c]a v(otum) s(olvit)“
Übersetzung: „Dem Silvanus Domesticus geweiht. Aurelia Felica hat ihr Gelübde eingelöst.“
Zu diesem Stein gesellen sich noch eine Vielzahl anderer Altarsteine und Grabstelen sowie Bauteile von Grabbauten. Außerdem konnte der Kalksteinkorpus einer Statuette geborgen werden, die einen nackten stehenden Mann zeigt, der einen Mantel trägt. Das provinzialrömische Stück, das wohl eine mythische Figur verkörpert, wird heute in Neutra aufbewahrt.

### Gräberfelder
Römische Bestattungen wurden bisher am Kastell Iža-Leányvár nicht entdeckt und werden dort auch nicht erwartet, da die Römer ihre Toten nach Möglichkeit nicht im Barbaricum beerdigten.

## Fundverbleib
Die Funde aus Iža-Leányvár sind im römischen Lapidarium der Bastion VI im slowakischen Stadtteil von Komorn, im Museum Ponitrianske in Neutra, im Ungarischen Nationalmuseum in Budapest und auf der Pressburger Burg zu besichtigen.

## Hinweis und Denkmalschutz
Bereits 1957 wurde die Fundstelle von den tschechoslowakischen Behörden unter Denkmalschutz gestellt und genießt seit 1991 auch als nationales slowakisches Kulturdenkmal einen besonderen Schutz. Die Fundstätte wurde in den 1990er Jahren zu einem Freilichtmuseum umgestaltet, das für Besucher entgeltfrei zu besichtigen ist.
Das Kastellareal sowie die Erdlager sind geschützte Objekte im Sinne des 2001 verabschiedeten Denkmalschutzgesetzes der Slowakischen Republik, unautorisierte Grabungen sind verboten, Bodenfunde zu melden.